# Göran Jarlskog
Göran Jarlskog, född 30 september 1936, är en svensk fysiker samt professor emeritus i partikelfysik vid Lunds Universitet.
Jarlskog avlade sin doktorsavhandling med titeln Experimental study of interactions of elementary particles at high energy 1972 vid Lunds universitet. Han efterträdde Guy von Dardel på posten som professor i partikelfysik vid Lunds universitet 1987.